# Dorcadion nobile
Dorcadion nobile är en skalbaggsart som beskrevs av Hampe 1852. Dorcadion nobile ingår i släktet Dorcadion och familjen långhorningar.
Artens utbredningsområde är Iran. Inga underarter finns listade i Catalogue of Life.